# بخش کراسبی، شهرستان پاین، مینه سوتا
بخش کراسبی (به انگلیسی: Crosby Township) یک منطقهٔ مسکونی در ایالات متحده آمریکا است که در شهرستان پین، مینه‌سوتا واقع شده‌است.
 بخش کراسبی ۱۱۴٫۸ کیلومتر مربع مساحت و ۹۷ نفر جمعیت دارد و ۲۷۴ متر بالاتر از سطح دریا واقع شده‌است.